# MARAD Design C6-S-1w

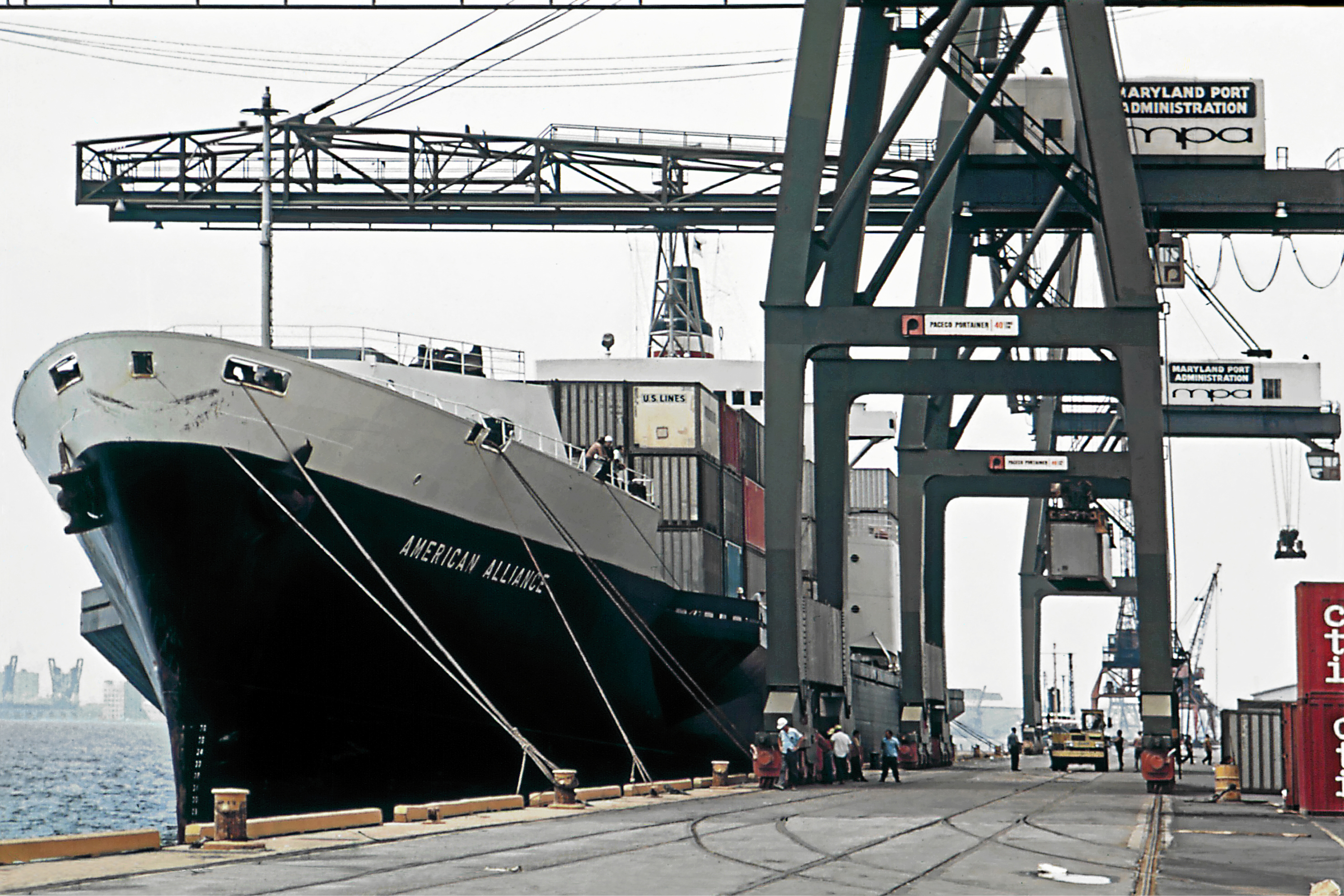
Die American Alliance

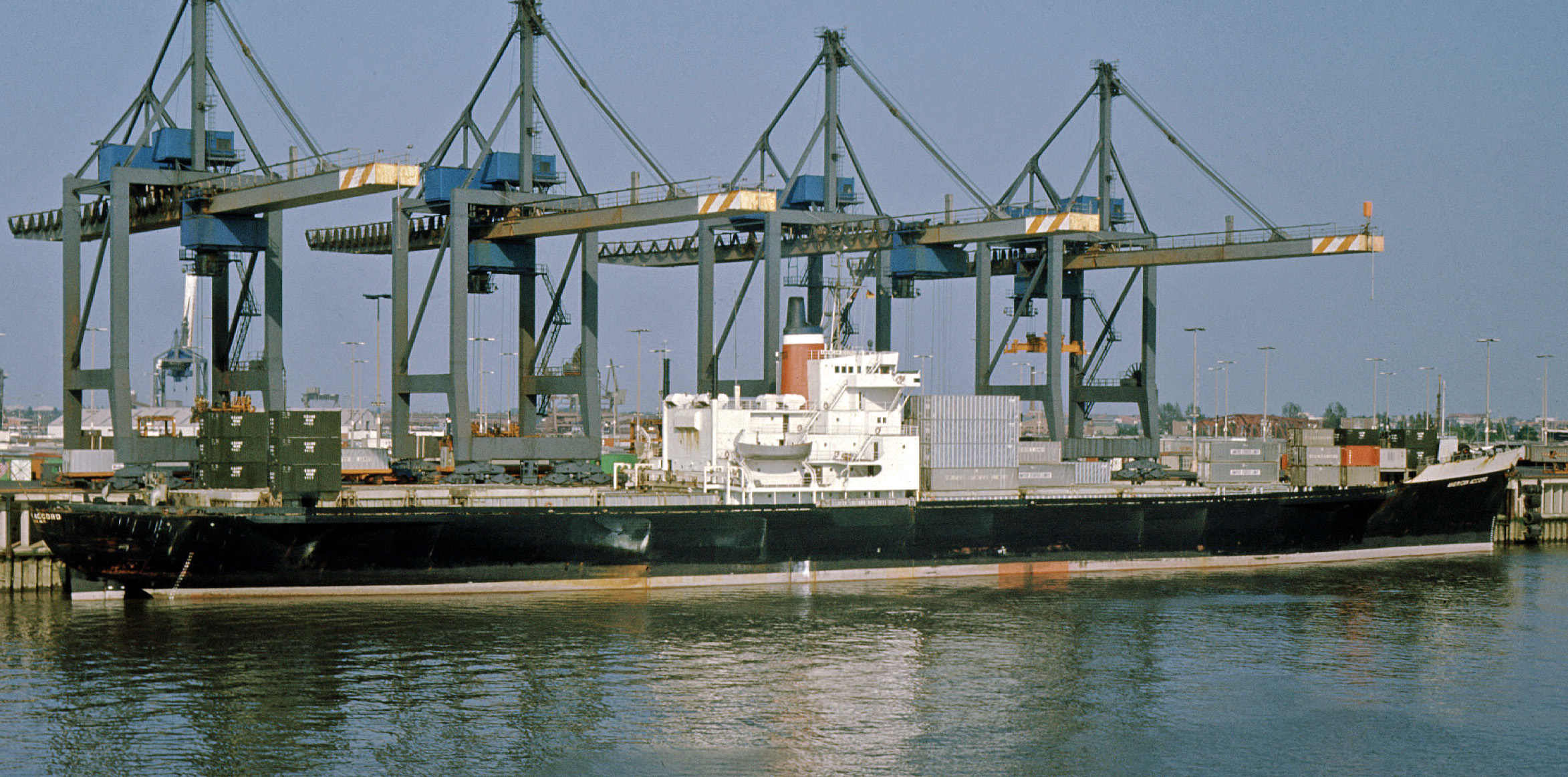
Die American Accord 1974 in Bremerhaven

Die acht Vollcontainerschiffe des MARAD Design C6-S-1w der US-amerikanischen Reederei United States Lines entstanden durch grundlegende Umbauten aus Schnellfrachtern der Mariner-Klasse (Typ C4-S-1a).

## Geschichte

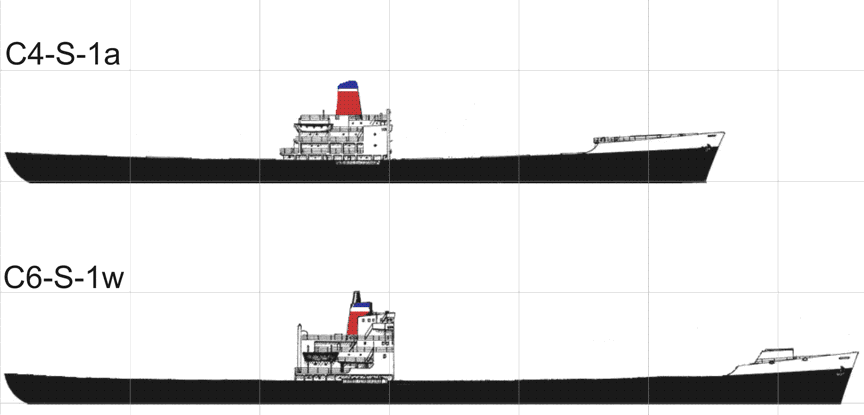
Vergleich der Seitenansicht, vor und nach dem Umbau

Die acht Turbinen-Stückgutschiffe wurden ursprünglich Anfang der 1950er-Jahre bei verschiedenen Werften im Auftrag der MARAD gebaut und der United States Line zur Bereederung gegeben. Ab 1956 wurden alle acht Schiffe der American Pioneer Lines – einer Tochtergesellschaft der United States Lines – unterstellt. Die Schiffe erhielten mit „Pioneer M...“ beginnende Namen und blieben so bis 1970/71 in Fahrt.
Ende der 1960er-Jahre wurde die künftige Bedeutung des Containers in der Handelsschifffahrt unübersehbar, woraufhin man das Schiffsoktett ab 1970 bei mehreren Werften um rund 32 Meter verlängerte und zu Semicontainerschiffen des MARAD-Typs C6-S-1w umgebaute. Danach kamen die Schiffe zwischen September 1970 und Februar 1971 wieder in Fahrt und dienten der Reederei bis 1983. Im Zeitraum ab 1983 lagen die Schiffe zunächst in New York auf, bevor man sie im Dezember 1985 zur Verschrottung veräußerte. Sechs der Schiffe wurden in Kaohsiung abgebrochen, zwei im spanischen Castellón de la Plana.

## Technik

### Als Mariner
Das ursprüngliche C-4-S-1-Design stellte beim Bau einen äußerst fortschrittlichen Stückgutschiffsentwurf mit kurz hinter der Schiffsmitte liegendem leicht stromlinienförmigen Brückenhaus, stark vornüberfallendem Steven mit Bugwulst und einem Kreuzerheck dar. Die Aufteilung der Laderäume war die eines herkömmlichen Stückgutschiffs, wies aber in vielerlei Hinsicht moderne Details wie einen hohen Automationsgrad der Decks- und Maschinenanlagen auf. Die Lukendeckel mit großem Decksöffnungsgrad auf dem Hauptdeck sollten im Zusammenhang mit den großen hydraulischen Zwischendecksluken einen problemlosen vertikalen Zugang zur Ladung gewährleisten. Die Umschlageinrichtungen bestanden aus zeitgemäßen Ladebäumen. Die Schiffe verfügten über fünf teilweise auf Kühlladung ausgelegte Laderäume und Tieftanks für flüssige Ladungen.

### Als Containerschiff
Nach dem Umbau zum Vollcontainerschiff mit 1027 TEU, der durch die Wegnahme des kompletten Ladegeschirrs und den Einbau einer 32 Meter langen Mittelschiffssektion sowie seitlicher Decksanbauten zur Vergrößerung der Anzahl der Containerstellplätze im Vor- und Achterschiffsdeckbereich erfolgte, konnten die Schiffe wieder für eine begrenzte Periode als zeitgemäß bezeichnet werden. Der hohe Brennstoffverbrauch begrenzte die Wirtschaftlichkeit nach der Ölkrise von 1973 im Vergleich zu Motorschiffen jedoch erheblich, woraufhin die Schiffe während der schlechten Schifffahrtskonjunktur 1983 aus der Fahrt genommen wurden. Der Schiffstyp erreichte durch seinen Getriebedampfturbinenantrieb ursprünglich Geschwindigkeiten von etwas über 20 Knoten, nach dem Umbau reduzierte sich die Geschwindigkeit lediglich auf immer noch bemerkenswerte 19,75 Knoten.

## Übersicht
| MARAD-Design C6-S-1w | MARAD-Design C6-S-1w     | MARAD-Design C6-S-1w | MARAD-Design C6-S-1w            | MARAD-Design C6-S-1w |
| Indienststellung     | Werft/Baunummer          | Bauname              | Umbauwerft                      | Umbenennungen und Verbleib |
| -------------------- | ------------------------ | -------------------- | ------------------------------- | --- |
| 1953                 | Ingalls Shipbuilding/461 | Cotton Mariner       | Alabama Dry Dock & Shipbuilding | 1956 → Pioneer Mist, 1970 zum Containerschiff umgebaut → American Archer, 1983 → in New York aufgelegt, 13. Mai 1985 → Abbruch in Kaohsiung              |
| 1953                 | Bethlehem Steel/4508     | Mountain Mariner     | Bethlehem Steel                 | 1956 → Pioneer Mart, 1971 zum Containerschiff umgebaut → American Accord, 1983 → in New York aufgelegt, 13. Mai 1986 → Abbruch in Kaohsiung              |
| 1953                 | Bethlehem Steel/4509     | Gopher Mariner       | Todd Shipyards, Galveston       | 1956 → Pioneer Minx, 1970 zum Containerschiff umgebaut → American Leader, 1983 → in New York aufgelegt, 1985 → Abbruch in Castellon de la Plana          |
| 1954                 | Ingalls Shipbuilding/463 | Peninsula Mariner    | Alabama Dry Dock & Shipbuilding | 1956 → Pioneer Main, 1970 zum Containerschiff umgebaut → American Argosy, 1983 → in New York aufgelegt, Juli 1986 → Abbruch in Kaohsiung                 |
| 1954                 | Bethlehem Steel/4511     | Sunflower Mariner    | Bethlehem Steel                 | 1956 → Pioneer Moor, 1970 zum Containerschiff umgebaut → American Ace, 1983 → in New York aufgelegt, 15. Juni 1985 → Abbruch in Kaohsiung                |
| 1954                 | Bethlehem Steel/4510     | Show Me Mariner      | Norfolk Shipbuilding            | 1956 → Pioneer Mill, 1970 zum Containerschiff umgebaut → American Alliance, 1983 → in New York aufgelegt, 20. Mai 1987 → Abbruch in Kaohsiung            |
| 1954                 | Ingalls Shipbuilding/462 | Pelican Mariner      | Todd Shipyards, Galveston       | 1956 → Pioneer Myth, 1971 zum Containerschiff umgebaut → American Legend, 1983 → in New York aufgelegt, 1. Juni 1986 → Abbruch in Kaohsiung              |
| 1954                 | New York Ship/496        | Silver State Mariner | Todd Shipyards, Brooklyn        | 1956 → Pioneer Ming, 1970 zum Containerschiff umgebaut → American Legacy, 1983 → in New York aufgelegt, 11. März 1986 → Abbruch in Castellon de la Plana |